# Хансен, Ларс Петер
Ларс Петер Хансен (англ. Lars Peter Hansen; род. 26 октября 1952, Эрбана) — американский экономист, эконометрист. Лауреат Нобелевской премии по экономике 2013 года. Один из наиболее известных создателей обобщённого метода моментов (ОММ).
Член Национальной академии наук США (1999).

## Биография
После окончания Университета Юты (степень бакалавра в области математики и политической науки, 1974) и Университета Миннесоты (степень доктора философии, 1978) он работал в качестве ассистента профессора в Университете Карнеги — Меллона. В 1981 году перебирается в Чикагский университет.
Известен как разработчик ОММ, является автором многих работ по применению ОММ для анализа экономических моделей в различных областях, включая экономику труда, международные финансы, финансы и макроэкономику. Является одним из редакторов «Advances in Economics and Econometrics» и «Handbook of Financial Econometrics». Совместно с Рави Джаганнатаном он получил теорему, которая известна, как граница Хансена — Джаганнатана, эта теорема говорит о том, что отношение стандартного отклонения стохастического коэффициента дисконтирования к своему среднему значению превышает коэффициент Шарпа в любом портфеле.
Женат на американке китайского происхождения Грейс Цзян (кит. упр. 蒋人瑞, пиньинь Jiǎng Rénruì), дочери известного экономиста Цзян Шоцзе. У Ларса и Грейс есть сын Питер.

## Награды
- 1984 — Медаль Фриша[англ.] совместно с Кеннетом Синглтоном[англ.]
- 1996 — Стипендия Гуггенхайма[4]
- 2006 — Премия Неммерса по экономике[англ.]
- 2010 — BBVA Foundation Frontiers of Knowledge Awards
- 2013 — Нобелевская премия по экономике

## Основные произведения
- Hansen, L. P. Generalized Methods of Moments: A Time Series Perspective, in International Encyclopedia of the Social and Behavior Sciences, 2000.
- Hansen, L. P. (1982), «Large Sample Properties of Generalized Methods of Moments Estimators» in Econometrica, Vol. 50, page 1029—1054, where he proposed the GMM-procedure.
- Hansen, L. P., Jagannathan, R. (1991): «Implications of Security Market Data for Models of Dynamic Economies», Journal of Political Economy[англ.], 99 225—262.
- Hansen, L. P., Singleton, K. J., (1982) «Generalized Instrumental Variables Estimation of Nonlinear Rational Expectations Models», Econometrica, Econometric Society, vol. 50(5), pages 1269-86.
- Hansen, L. P., Hodrick, R. J. (1980) «Forward Exchange-Rates As Optimal Predictors of Future Spot Rates — An Econometric-Analysis.» Journal of Political Economy 88: 829—853.
- Hansen, L. P., Sargent, T. J. (1980) «Formulating and Estimating Dynamic Linear Rational-Expectations Models.» Journal of Economic Dynamics and Control[англ.] 2: 7-46, 1980.
- Hansen, L. P., Heaton, J. C., Li, N. (2008) Consumption Strikes Back? Measuring Long-Run Risk, Journal of Political Economy (April 2008), 116(2): 260—302.
- Hansen, L. P., Sargent, T. J. (2007) Recursive Robust Estimation and Control without Commitment, Journal of Economic Theory[англ.], 2007, 136(1): 1-27.
- Hansen, L. P., Sargent, T. J., (2008). Robustness. Princeton University Press.
- Hansen, L. P., Scheinkman, J., (2009) Long Term Risk: an Operator Approach, (January 2009). Econometrica, Vol. 77, No. 1, pp. 177—234.
- Hansen, L. P., (2007) The Richard T. Ely Lecture : «Beliefs, Doubts and Learning: Valuing Macroeconomic Risk», The American Economic Review[англ.] (May 2007), 97(2): 1-30.

## Общественная деятельность
В 2016 году подписал письмо с призывом к Greenpeace, Организации Объединённых Наций и правительствам всего мира прекратить борьбу с генетически модифицированными организмами (ГМО).